# Кім Йон Кун
Кім Йон Кун ( кор.: хангиль: 김연경, ханча: 金軟景, НЛ: Kim Yeon-gyeong ; нар. 26 лютого 1988) — південнокорейська волейболістка, догравальник. Учасниця трьох Олімпіад і чемпіонка Азійських ігор. Переможниця Ліги чемпіонів ЄКВ і Кубка ЄКВ. Чемпіонка Південної Кореї, Японії і Туреччини.

## Із біографії
Кольори національної збірної захищала з 2005 по 2021 рік. Була капітаном команди. Учасниця трьох Олімпіад (2012, 2016, 2020). На турнірах у Лондоні і Токіо її команда фінішувала четвертою, а в Ріо-де-Жанейро — п'ятою.

## Клуби
| Роки      | Команди                      |
| --------- | ---------------------------- |
| 2005—2009 | «Heungkuk Life» (Сеул)       |
| 2009—2011 | «Джі-Ті Марвелз» (Нісіномія) |
| 2011—2017 | «Фенербахче» (Стамбул)       |
| 2017—2018 | «Шанхай»                     |
| 2018—2020 | «Еджзаджибаши» (Стамбул)     |
| 2020—2021 | «Heungkuk Life» (Сеул)       |
| 2021—2022 | «Шанхай»                     |
| 2022—     | «Heungkuk Life» (Сеул)       |

## Досягнення

### У клубах
Ліга чемпіонів ЄКВ
- Перше місце (1): 2012
- Третє місце (1): 2016

 Кубок ЄКВ
- Перше місце (1): 2014
- Друге місце (1): 2013

 Клубний чемпіонат світу
- Друге місце (1): 2019
- Третє місце (1): 2018

 Чемпіонат Південної Кореї
- Перше місце (3): 2006, 2007, 2009
- Друге місце (3): 2008, 2021, 2023

 Чемпіонат Японії
- Перше місце (1): 2011
- Друге місце (1): 2010

 Чемпіонат Туреччини
- Перше місце (2): 2015, 2017
- Друге місце (3): 2014, 2016, 2019
- Третє місце (1): 2012

 Кубок Туреччини
- Перше місце (3): 2015, 2017, 2019
- Друге місце (1): 2014
- Третє місце (1): 2012

 Суперкубок Туреччини
- Перше місце (3): 2015, 2018, 2019

 Чемпіонат Китаю
- Друге місце (1): 2018
- Третє місце (1): 2022

### У збірній
Азійські ігри
- Перше місце (1): 2014
- Друге місце (1): 2010
- Третє місце (1): 2018

Чемпіонат Азії
- Друге місце (1): 2015

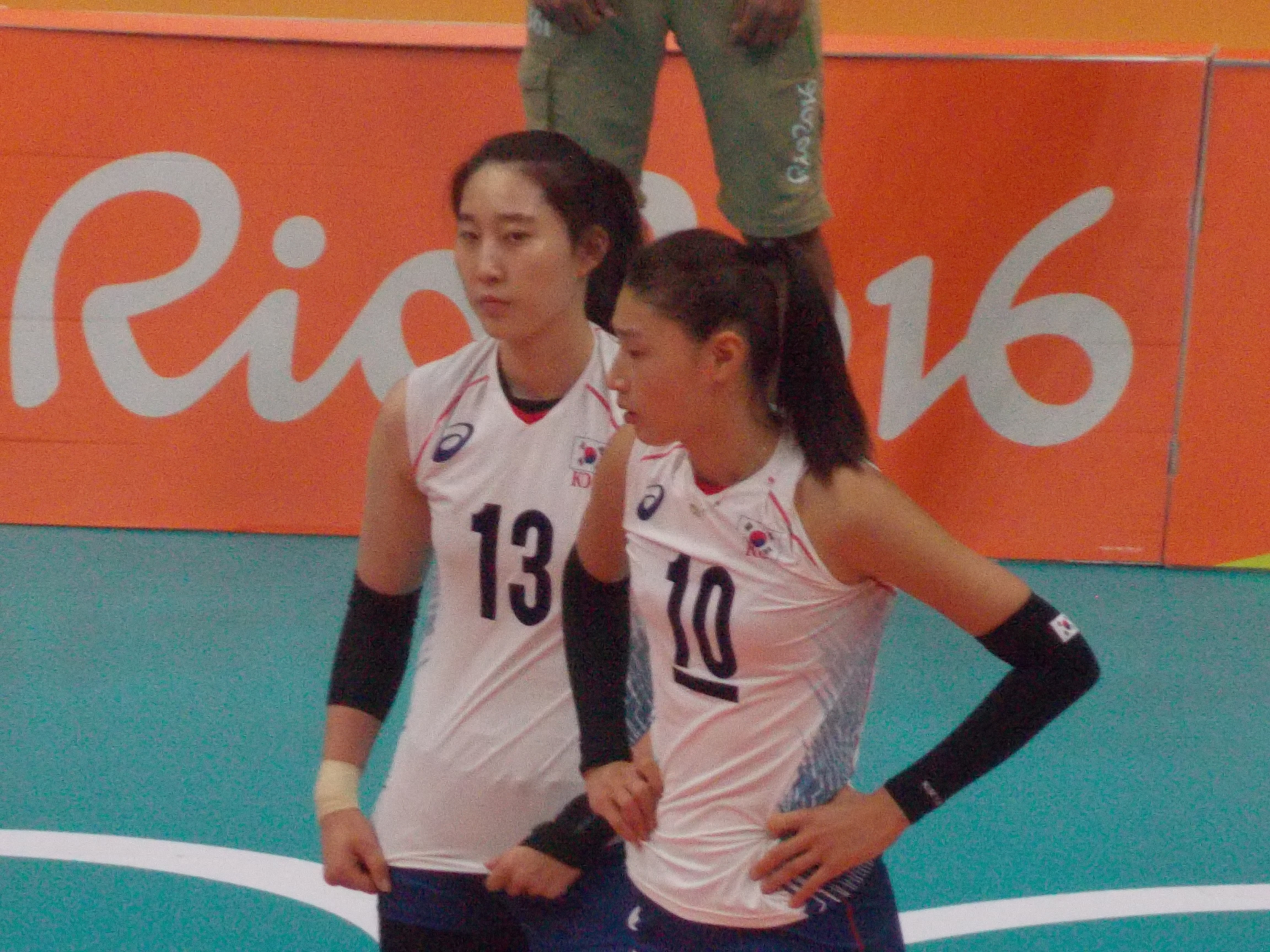
Гра проти команди Нідерландів на Олімпійських іграх 2016 року в Ріо-де-Жанейро.

- Третє місце (4): 2011, 2013, 2017, 2019

Кубок Азії
- Друге місце (1): 2014
- Третє місце (1): 2010

## Статистика
Статистика виступів у міжнародних клубних турнірах:
| Сезон               | Клуб                | Турнір              | Ігри | Сети | Очки | Ср.  | Примітки |
| ------------------- | ------------------- | ------------------- | ---- | ---- | ---- | ---- | -------- |
| 2011/12             | «Фенербахче»        | Ліга чемпіонів      | 12   | 40   | 228  | 5,7  |          |
| 2012/13             | «Фенербахче»        | Кубок ЄКВ           | 8    | 30   | 182  | 6,07 |          |
| 2013/14             | «Фенербахче»        | Кубок ЄКВ           | 8    | 25   | 134  | 5,36 |          |
| 2014/15             | «Фенербахче»        | Ліга чемпіонів      | 8    | 30   | 177  | 5,9  |          |
| 2015/16             | «Фенербахче»        | Ліга чемпіонів      | 12   | 43   | 229  | 5,33 |          |
| 2016/17             | «Фенербахче»        | Ліга чемпіонів      | 6    | 21   | 103  | 4,9  |          |
| 2018/19             | «Еджзаджибаши»      | Ліга чемпіонів      | 8    | 27   | 119  | 4,41 |          |
| 2019/20             | «Еджзаджибаши»      | Ліга чемпіонів      | 3    | 10   | 18   | 1,8  |          |
| Всього в єврокубках | Всього в єврокубках | Всього в єврокубках | 65   | 226  | 1190 | 5,27 |          |
| 2018                | «Еджзаджибаши»      | Чемпіонат світу     | 5    | 17   | 66   | 3,88 |          |
| 2019                | «Еджзаджибаши»      | Чемпіонат світу     | 5    | 19   | 72   | 3,79 |          |
| Всього              | Всього              | Всього              | 75   | 262  | 1328 | 5,07 |          |

Статистика виступів на Олімпійських іграх:
| Рік    | Турнір           | Ігри | Сети | Очки | Ср.  | Місце | Примітки |
| ------ | ---------------- | ---- | ---- | ---- | ---- | ----- | -------- |
| 2012   | Олімпійські ігри | 8    | 31   | 207  | 6,68 | 4     |          |
| 2016   | Олімпійські ігри |      |      |      | ,    | 5     |          |
| 2021   | Олімпійські ігри | 8    | 29   | 136  | 4,69 | 4     |          |
| Всього | Всього           |      |      |      | ,    |       |          |